# Astyanax dissimilis
Astyanax dissimilis är en fiskart som beskrevs av Julio C. Garavello och Sampaio 2010. Astyanax dissimilis ingår i släktet Astyanax och familjen Characidae. Inga underarter finns listade.